# David Edwards (Fußballspieler, 1925)
David Arthur Edwards (* 14. Dezember 1925 in Llangollen; † 4. März 2001 in Harrogate) war ein walisischer Fußballspieler.

## Karriere
Edwards kam im November 1949 als Amateur zum Drittligisten AFC Wrexham, zu dieser Zeit gehörte er der Armee als Lieutenant an. Kurz zuvor hatte er als Halbstürmer mit Llangollen gegen Wrexhams Reserve gespielt, zudem war er in der Armeemannschaft Western Command aktiv.
Zu seinem einzigen Pflichtspieleinsatz für den Klub kam Edwards unter Trainer Les McDowall am 4. März 1950 anlässlich einer 1:3-Niederlage beim AFC New Brighton, als er Ron Wynn auf der Mittelstürmerposition vertrat. Obwohl seine Leistung presseseitig wohlwollend beurteilt wurde, insbesondere wurde er für seine „clevere Ballverteilung“ gelobt und weil er der „Rakers-Defensive [Anm: Spitzname des AFC New Brighton] regelmäßig bange Momente bescherte.“ Mit Jack Atkinson als Gegenspieler hatte er aber „wenige Gelegenheiten zu glänzen“, dennoch erzielte er den Ehrentreffer für Wrexham. Edwards trat in der Folge nicht mehr für den Klub in Erscheinung, über seinen weiteren Werdegang liegen keine Informationen vor.